# Moriago della Battaglia
Moriago della Battaglia (Moriago in veneto) è un comune italiano di 2 840 abitanti della provincia di Treviso in Veneto.

## Geografia fisica
Il territorio comunale si estende a nord della sponda sinistra del fiume Piave. 
Un altro corso d'acqua che bagna il territorio moriaghese è il torrente Raboso.

## Origini del nome
Il toponimo è probabilmente un prediale derivato dal nome proprio latino Maurellius o Maurilius, cui è stato aggiunto il tipico suffisso -ācus. Altre ipotesi lo avvicinano a "muri", in riferimento a delle strutture difensive, o a "morìa", legandosi alla distruzione dell'antico villaggio di Nosledo. Una paraetimologia lo avvicina a "muore il lago", in quanto il paese sarebbe sorto al limitare di una zona paludosa.

## Storia
La presenza di insediamenti umani del territorio di Moriago è provata almeno all'età del bronzo, con il ritrovamento di resti di vasellame in terracotta.
In epoca romana si sarebbero formati gli attuali centri abitati che in effetti conservano traccia della struttura del villaggio difeso da un recinto circondato a sua volta da una strada. A questo periodo risalgono diverse sepolture (I-II secolo) e una probabile centuriazione ancora ravvisabile tra il Rosper e il terrazzo delle Rive.
Durante le invasioni barbariche, gli abitanti si spostarono in località più sicure (i Palù, l'area a nord della chiesa di Moriago, Nosledo, la scarpata di accesso alle Grave), ma al termine delle scorrerie ripopolarono i vecchi villaggi.
Il capoluogo comunale è citato per la prima volta nel 1112 come Murliago. Nel medioevo si assistette alla feudalizzazione della zona, ma dal XIII secolo le signorie locali rinunciarono ai propri diritti cedendo la sovranità al Comune di Treviso. Nello stesso periodo i frati del monastero di Vidor intrapresero un'importante bonifica del territorio.
Passato alla Serenissima, Moriago fu a lungo sottoposto alla vicina Vidor. Nel 1807, sotto Napoleone, fu costituito l'odierno comune, tuttavia nel 1810 venne soppresso e aggregato nuovamente a Vidor. Riacquistò la propria autonomia nel 1819, durante il governo austriaco.
Come ricorda lo stesso toponimo, il paese subì le distruzioni della Grande Guerra trovandosi lungo il fronte del Piave. Di questo periodo va citata l'eroica impresa del 27 ottobre 1918 quando le truppe del XXIII Corpo d'armata, agli ordini del generale Giuseppe Vaccari, riuscirono ad attraversare il fiume e a sfondare le linee nemiche presso quella che si chiamò poi isola dei Morti. Questo evento pose le basi per la definitiva battaglia di Vittorio Veneto.
La sera del 26 febbraio 1928 scoppiò un incendio all'interno di un cinema improvvisato allestito all'interno di Palazzo Battaglia. Nella sciagura morirono 35 persone.

### Simboli
Lo stemma e il gonfalone sono stati approvati con delibera del consiglio comunale n. 276 del 30 luglio 1969 e concessi con decreto del presidente della Repubblica dell'8 aprile 1970.
È rappresentata l'antica torre dei Caminesi che, pur sbrecciata dalle granate della prima guerra mondiale è ancora visibile in piazza, e il cippo dell'Isola dei Morti, primo punto riconquistato sulla sinistra del Piave nell'ottobre 1918.
Il gonfalone è un drappo di azzurro.
La bandiera, concessa con D.P.R. del 5 aprile 2006, è un drappo di bianco con la bordatura partita di azzurro e di rosso, caricato dello stemma del Comune.

## Monumenti e luoghi d'interesse

### Chiesa parrocchiale
L'intitolazione a san Leonardo di Limoges ne fa collocare l'origine a prima del X secolo, durante il dominio dei Franchi. Sappiamo che all'inizio del XII secolo era subordinata all'abbazia di Vidor, mentre nel 1375 fu elevata a rettoria dipendente dalla pieve di Sernaglia. L'istituzione della parrocchia avvenne nel 1569.
L'edificio attuale fu innalzato negli anni 1922-1925 in sostituzione della precedente chiesa settecentesca distrutta durante la Grande Guerra. Progettato da Alberto Alpago Novello e consacrato nel 1928 dal vescovo Eugenio Beccegato, conserva sull'altare maggiore una pregevole pala del Pordenone risparmiata dai combattimenti. Le decorazioni interne della cupola sono opera di Guido Cadorin, che si è avvalso della collaborazione di Giovanni Zanzotto prima e di Astolfo de Maria poi.

### Casa Fungo
Così è soprannominata un'avveniristica costruzione di via dei Zanin progettata da Dante Vendramini, ingegnere moriaghese che aveva lavorato in Francia alla Dassault Aviation. Morto Vendramini, è stata completata dall'attuale proprietaria Lorella Zanetton.
L'abitazione è costruita con tecniche e materiali propri dell'industria aerospaziale e si basa su un sistema di moduli con struttura in calcestruzzo armato, ricoperta da pannelli in materiali compositi. Caratteristica fondamentale è appunto la forma "a fungo" data dalla sovrapposizione dei due piani, entrambi a pianta circolare con quello superiore più ampio.

## Cultura

### Istituzioni culturali
- Biblioteca Comunale (Casa del Musichiere) ha iniziato la propria attività nel 1982 e dal 1986, con l’assunzione di un assistente bibliotecario di ruolo, è aperta regolarmente al pubblico. Organizza, in collaborazione con le associazioni locali, diverse attività, alcune nelle quali sono degli appuntamenti fissi da vari anni. Inoltre è stata programmata un’attività di promozione del territorio, sia da un punto di vista turistico e naturalistico, che storico e culturale.[13]

### Eventi
Il Festival della cultura 6ª edizione si è svolto sotto il segno della “varietà”, ovvero della differenza e molteplicità da ottobre 2022 fino al 6 giugno 2023 presso la Casa del Musichiere.
Varietà equivale a diversità, eterogeneità e quindi ricchezza. Tante proposte, idee e riflessioni per leggere il presente e agire dentro il nostro tempo. Pittura, illustrazione, fotografia, ceramica e scultura sono le arti visive che si sono alternate nella bella sala espositiva “Carlo Conte” della biblioteca comunale.

## Società

### Evoluzione demografica
Abitanti censiti

### Etnie e minoranze straniere
Al 31 dicembre 2023 gli stranieri residenti nel comune erano 375, ovvero il 13,3% della popolazione. Di seguito sono riportati i gruppi più consistenti:
1. Marocco: 114
2. Macedonia del Nord: 88
3. Cina: 52
4. Albania: 23
5. Romania: 16

## Economia
L'economia del comune è legata all'agricoltura, allevamento e all'industria del mobile. Il territorio agricolo è rinomato per la produzione della patata e va citata la Mostra della Patata, ai primi d’agosto, con assaggi e pranzi a base di patate, dalla torta alla pizza, che ogni anno attira numerosi curiosi ed appassionati.

## Amministrazione
| Periodo          | Periodo          | Primo cittadino   | Partito             | Carica                  | Note   |
| ---------------- | ---------------- | ----------------- | ------------------- | ----------------------- | ------ |
| 31 luglio 1985   | 29 maggio 1990   | Roberto Collet    | DC                  | Sindaco                 |        |
| 29 maggio 1990   | 11 maggio 1994   | Angelo Gregolon   | indipendente        | Sindaco                 | [ 19 ] |
| 11 luglio 1994   | 21 novembre 1994 | Rosanna Spada     | -                   | Commissario prefettizio |        |
| 21 novembre 1994 | 30 novembre 1998 | Franco Francovigh | lista civica        | Sindaco                 |        |
| 30 novembre 1998 | 27 maggio 2003   | Breda Pergentino  | lista civica        | Sindaco                 |        |
| 27 maggio 2003   | 15 aprile 2008   | Breda Pergentino  | lista civica        | Sindaco                 |        |
| 15 aprile 2008   | 27 maggio 2013   | Giuseppe Tonello  | Lega Nord - altre   | Sindaco                 |        |
| 27 maggio 2013   | 27 maggio 2018   | Giuseppe Tonello  | Lega Nord - civiche | Sindaco                 |        |
| 12 giugno 2018   | 15 maggio 2023   | Giuseppe Tonello  | Lega Nord - civiche | [ 20 ] [ 21 ]           |        |
| 15 maggio 2023   | in carica        | Loris Rizzetto    | Lega Nord           | Sindaco                 |        |

### Altre informazioni amministrative
La specificazione "della Battaglia", chiaro riferimento ai combattimenti della grande guerra, fu aggiunta alla denominazione del comune con DPR 26 giugno 1962 n. 987.